# Ghiacciaio Branscomb
Il ghiacciaio Branscomb (in inglese: Branscomb Glacier) è un ghiacciaio lungo circa 9,5 km situato sulla costa di Zumberge, nella parte occidentale della Terra di Ellsworth, in Antartide. In particolare, il ghiacciaio, il cui punto più alto si trova a circa 3.000 m s.l.m., è situato sul versante occidentale della catena principale della dorsale Sentinella, nelle montagne di Ellsworth. Da qui esso fluisce verso ovest a partire dal versante nord-occidentale del monte Vinson, fino ad unire il proprio flusso, a cui lungo il percorso si aggiunge quello del ghiacciaio Roché, a quello del ghiacciaio Nimitz.

## Storia
Il ghiacciaio Branscomb è stato mappato dallo United States Geological Survey grazie a ricognizioni terrestri dello stesso USGS e a fotografie aeree scattate dalla marina militare statunitense nel periodo 1957-60 ed è stato poi così battezzato dal Comitato consultivo dei nomi antartici in onore di Lewis M. Branscomb, direttore del National Science Board dal 1982 al 1984.